# Колмаков, Семён Сергеевич
Семён Сергеевич Колмаков — советский военнослужащий, участник Великой Отечественной войны, полный кавалер ордена Славы, разведчик 84-й отдельной разведывательной роты 42-й стрелковой дивизии 49-й армии 2-го Белорусского фронта,, старший сержант.

## Биография
Семён Сергеевич Колмаков родился в крестьянской семье в селе Курганчики Минусинского уезда Енисейской губернии (в настоящее время Курагинский район Красноярского края). Окончил 6 классов школы. Работал на руднике в городе Артёмовск.
В 1942 году Артёмовским райвоенкоматом был призван в ряды Красной армии. С апреля 1943 года на фронтах Великой Отечественной войны.
31 мая 1944 года был награждён медалью «За боевые заслуги» за успешное выполнение задания командования.
В боях в Могилёвской области 27 июня 1944 года рядовой Колмаков находился в группе разведчиков, которая проникла в тыл противника с задачей наблюдения за путями отхода противника и его группировок во время наступления Красной армии. Задание было выполнено, при возвращении группы был захвачен в плен оберфельдфебель 110-й пехотной дивизии Вермахта и доставлен в расположение полка. Приказом по 42-й стрелковой дивизии от 20 июля 1944 года Колмаков был награждён орденом Красной Звезды.
Рядовой Колмаков в составе группы 24 июня 1944 года проник в тыл противника на 12 км в районе деревни Сурды, достиг местечка Белыничи, разведал переправу на реке Друть. Изучил оборону и пути отхода противника. Данные своевременно донесены командованию.
Второй заход в тыл противника он совершил в составе группы Хромова 30 июня 1944 года в районе деревни Еловка. Достиг реки Березина, возле Березино разведал брод для наступающих войск Красной армии, изучил оборону и огневые точки противника. На пути следования выбил противника из деревни Нивы, уничтожил 3-х солдат противника и 12 захвачено в плен. Данные были доложены командованию, документы и пленные были сданы.
Третий заход в тыл противника Колмаков совершил в составе той же разведгруппы 14 июля 1944 года в районе деревни Поречье, углубившись в тыл противника на 19 км, достиг города Гродно, первым вошёл в него и изучил систему обороны и огневые точки противника. Данные были своевременно доложены командованию. Приказом по 49 армии от 2 сентября 1944 года он был награждён орденом Красного Знамени.
17 июля 1944 года Колмаков в составе группу перешёл линию фронта на реке Неман в районе села Бережаны и углубился в тыл противника достигнув линии государственной границы 1939 года. Он выявил укреплённые районы противника, расположение огневых точек. На пути следования были разбиты 2 автомашины, уничтожены 3 унтер-офицера противника. В районе деревни Скеблево разбили группу противника в количестве 30 солдат. При возвращении, на переднем крае противника установили расположение огневых точек противника и наблюдательного пункта. Данные были доложены командованию документы сданы.
Приказом по 42-й стрелковой дивизии от 1 августа 1944 года Колмаков был награждён орденом Славы 3-й степени.
В районе города Остроленка в Мазовецком воеводстве Польши 3 сентября 1944 года Колмаков с группой захвата проник в тыл противника и в течение 3-х суток выявил 5 артиллерийские и 4 зенитные батареи батареи, уточнил районы скопления живой силы и танков. Во время схватки с противником Колмаков уничтожил 3 солдат противника. Приказом по 49-й армии от 4 октября 1944 года он был награждён орденом Славы 2-й степени.
Выполняя задание в тылу противника возле города Ортельсбург (в настоящее время Щитно Варминьско-Мазурского воеводства в период 14—17 января 1945 года Колмаков вместе с бойцами захватил контрольного пленного. Прикрывая отход товарищей, он уничтожил около 10 солдат противника. Указом Президиума Верховного Совета СССР от 29 июня 1945 года он был награждён орденом Славы 1-й степени.
Старший сержант Колмаков был демобилизован в ноябре 1946 года. Вернулся на родину, работал в Артёмовске на шахте
6 апреля 1985 года в ознаменование 40-летия Победы он был награждён орденом Отечественной войны 1-й степени.
Скончался Семён Сергеевич Колмаков 28 декабря 1991 года.

## Память
- Похоронен на кладбище в Артёмовске Курагинского района
- Одна из улиц города Артемовска названа в его честь